# Pouteria peduncularis
Pouteria peduncularis är en tvåhjärtbladig växtart som först beskrevs av Carl Friedrich Philipp von Martius, August Wilhelm Eichler och Friedrich Anton Wilhelm Miquel, och fick sitt nu gällande namn av Charles Baehni. Pouteria peduncularis ingår i släktet Pouteria och familjen Sapotaceae. IUCN kategoriserar arten globalt som otillräckligt studerad. Inga underarter finns listade i Catalogue of Life.